# Oblężenie Trembowli
Oblężenie Trembowli miało miejsce od 20 września do 4 października 1675 podczas wojny polsko-tureckiej (1672–1676). Skuteczna 15 dniowa obrona zamku przez polską załogę zadała wielokrotnie większe straty oblegającym oraz wymusiła zakończenie oblężenia przez siły osmańskie.

## Przebieg wydarzeń
Zamek w Trembowli zbudowany został w XIV wieku na wysokim wzgórzu nad rzeką Gniezną. Latem 1675 30-tysięczna armia turecka wraz z Tatarami, dowodzona przez Ibrahima Szyszmana, wkroczyła na Ruś. Turcy 27 lipca bez walki zajęli zamek w Zbarażu i 11 września zdobyli zamek w Podhajcach, po czym 20 września 10 tysięcy Turków przystąpiło do oblężenia zamku w Trembowli. Załoga zamku składała się z 80 żołnierzy piechoty oraz z niewielkiej liczby szlachty wraz z około 200 chłopami i mieszczanami z miasteczka i okolicy. Wcześniej w zamku stacjonowała załoga dragonów, jednak wypędzono ją, ponieważ mieszczanie nie gwarantowali wykarmienia jej w razie oblężenia. Całością obrony dowodził kapitan Jan Samuel Chrzanowski. Załoga, zagrzewana przez żonę komendanta Annę Dorotę Chrzanowską, stawiła Turkom zacięty opór i odparła wszystkie szturmy armii tureckiej. W tym czasie król Jan III Sobieski koncentrował siły pod Lwowem. Wobec wiszącej nad armią turecką groźby odsieczy, bojąc się starcia z Sobieskim, Ibrahim Szyszman 4 października zwinął oblężenie i wycofał się za Dniestr.

## Oblężenie w kulturze
Oblężenie Trembowli stało się inspiracją dla następujących dzieł artystycznych:
- Obraz Aleksandra Lessera Obrona Trembowli przeciw Turkom
- Obraz Leopolda Löfflera Anna Dorota Chrzanowska na zamku w Trembowli
- Powieść Zofii Kossak Trembowla
- Opowiadanie Marii Krüger Jasny warkocz Marcynki w zbiorze Złota korona
- Wiersz Andrzeja Waligórskiego Pieśń o obronie Trembowli śpiewany przez Tadeusza Chyłę